# 小金刚蝾螺
小金刚蝾螺（学名：Liotina peronii），又名南岛方格螺，是原始腹足目蝾螺科胀脉螺属的一种。

## 分佈
南中國海的台湾、南沙群島、西沙群岛的赵述岛、北礁及琛航岛、菲律宾群岛、印度尼西亚，也見於斐济群岛、澳大利亚北部、新畿內亞及印度洋。
常栖息在浅海。

## 外部連結
- . NCBI （英语）.